# متحف حرب الانتصار (كوريا الشمالية)

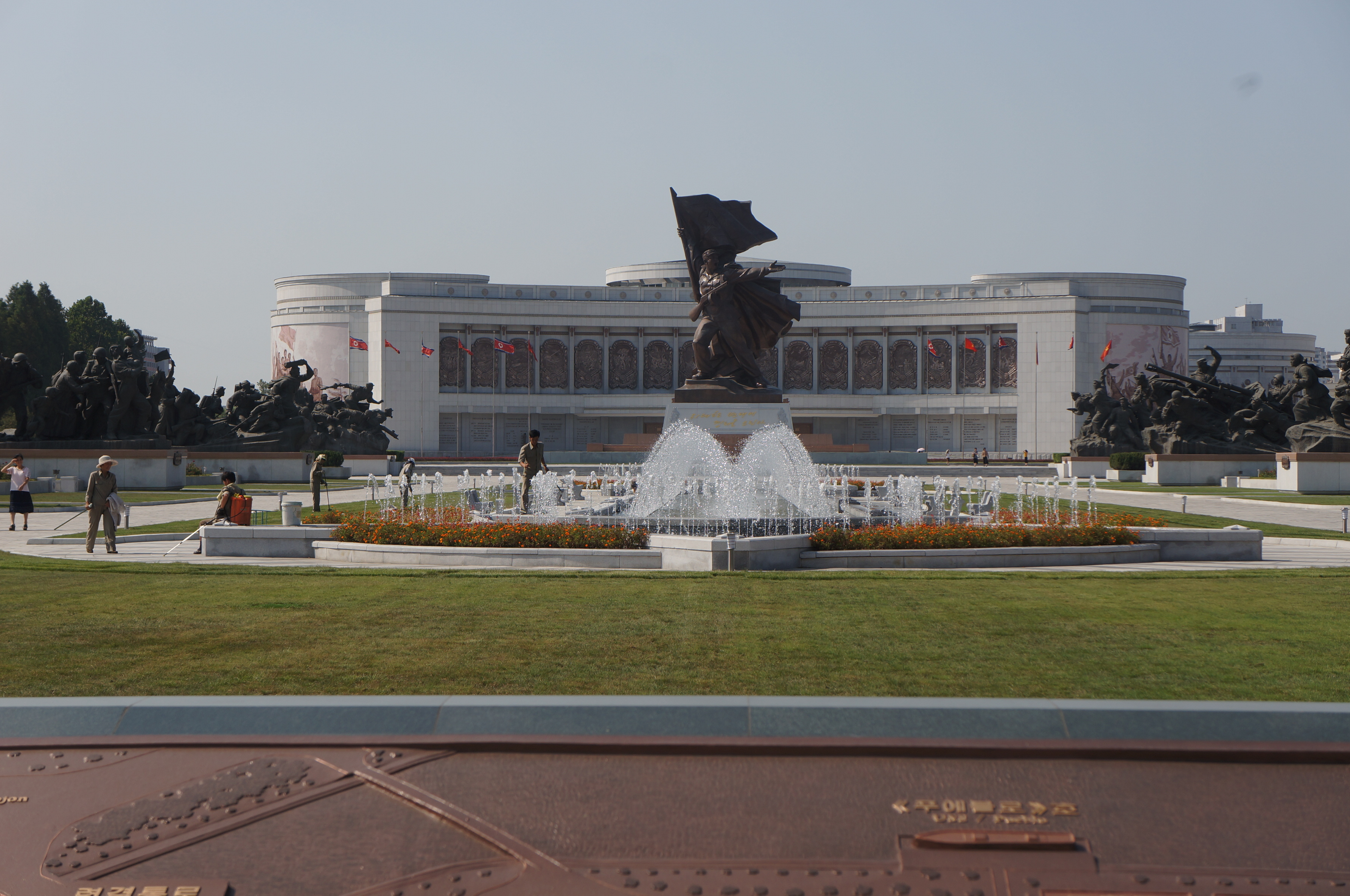
البوابة الرئيسية لمتحف حرب الإنتصار الكوري في بيونغيانغ

متحف حرب الانتصار (هانغل: 조국해방전쟁승리기념관)، تم إنشاء المتحف عام 1953 وسمي بأسم متحف حرب تحرير الوطن عام 1963، هو متحف قومي عسكري في بيونغيانغ عاصمة كوريا الشمالية، وتظهر بعض القطع العسكرية الأمريكية معروضة بالمتحف.

## صور

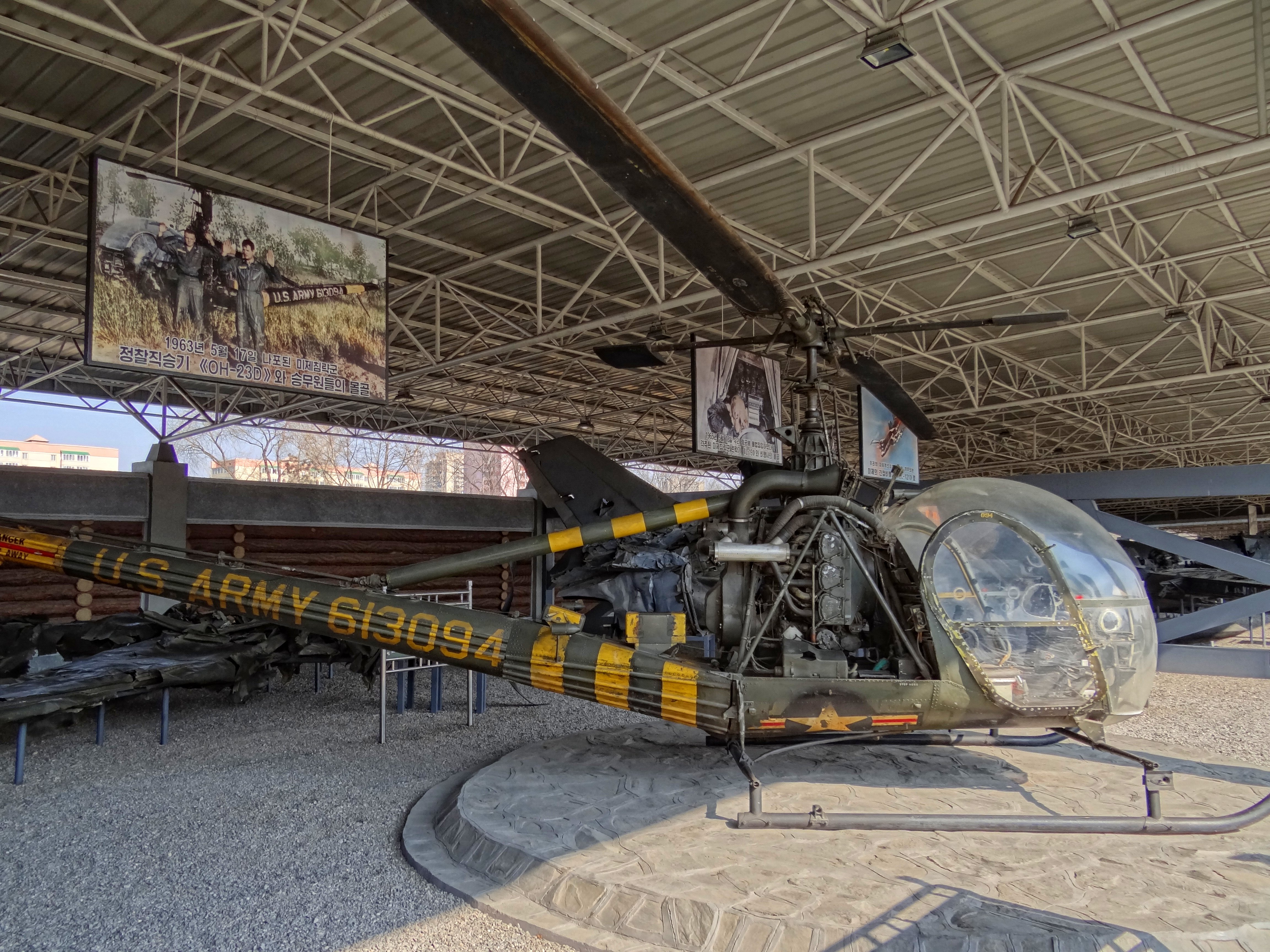
مروحية عسكرية أمريكية أسرها جيش كوريا الشمالية أثناء الحرب الكورية سنة 1950م
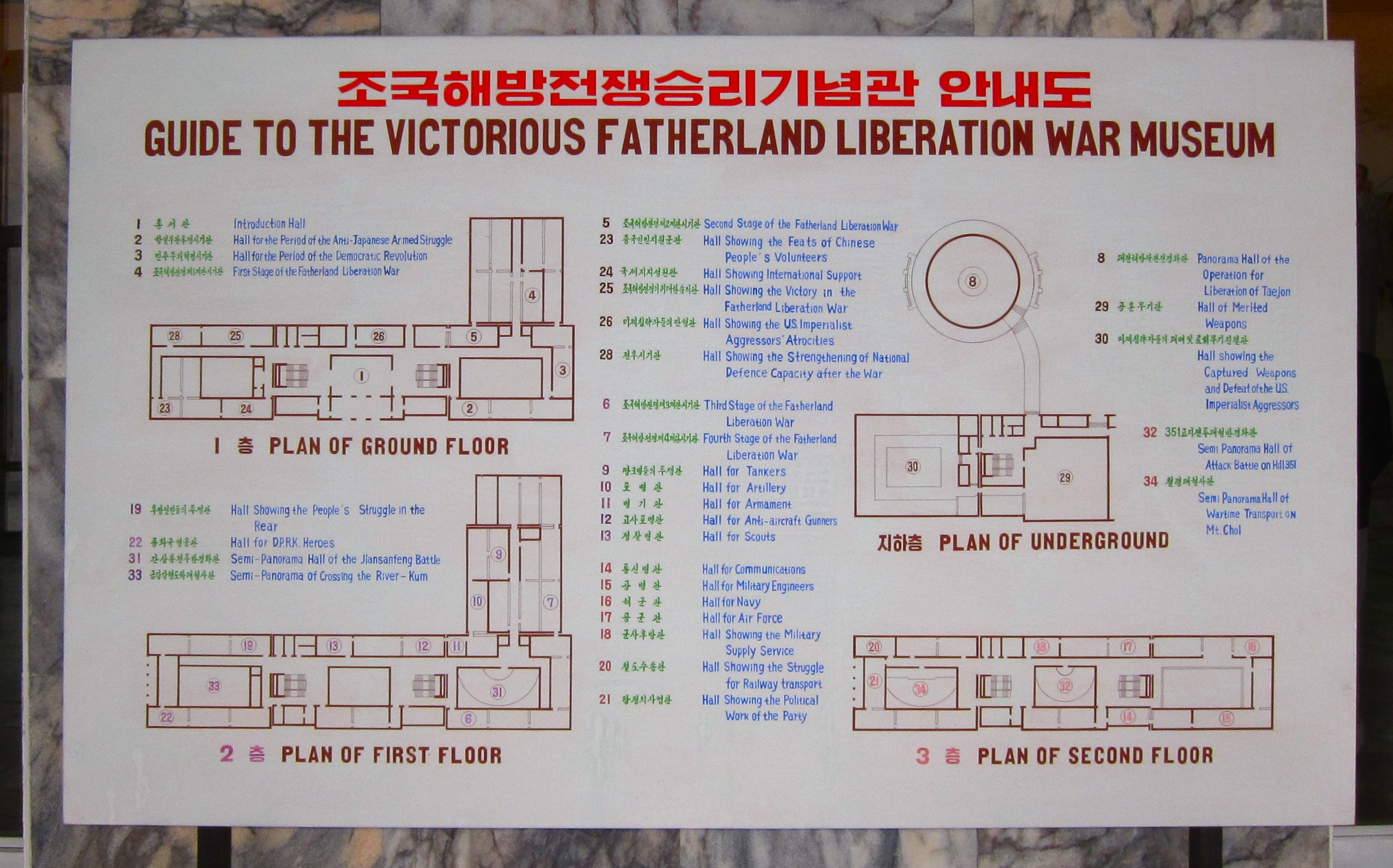
تعليمات زيارة المتحف باللغتين الإنجليزية والكورية